# Hermania (slak)
Hermania is een geslacht van weekdieren uit de klasse van de Gastropoda (slakken).

## Soorten
- Hermania indistincta (Ohnheiser & Malaquias, 2013)
- Hermania infantilis Habe, 1950
- Hermania scabra (O. F. Müller, 1784) = Gezaagd schepje